# نهر كاكشيال
نهر كاكشيال (بالبنغالية: কাকশিয়ালী নদী) هو نهر يقع في منطقة ساتخيرا،بنغلاديش. على الرغم من أنه كما هو معروف بكونه نهر ولكن في الواقع هو يعتبر قناة.

## التاريخ
قام بحفر هذه القناة المهندس البريطاني وينيام كوكشول. وسميت هذه القناة وفقاً لإسمه. حيث عرف هذه القناة باسم نهر كاكشيالي. تربط هذه القناة بين الإنهار والمناطق الساحلية.